# Чайківська Галина Зеновіївна
Галина Зеновіївна Чайківська (нар. 20 жовтня 1970, с. Ягільниця, нині Україна) — українська режисер-постановник, громадська діячка. Заслужений діяч мистецтв України (2018).

## Життєпис

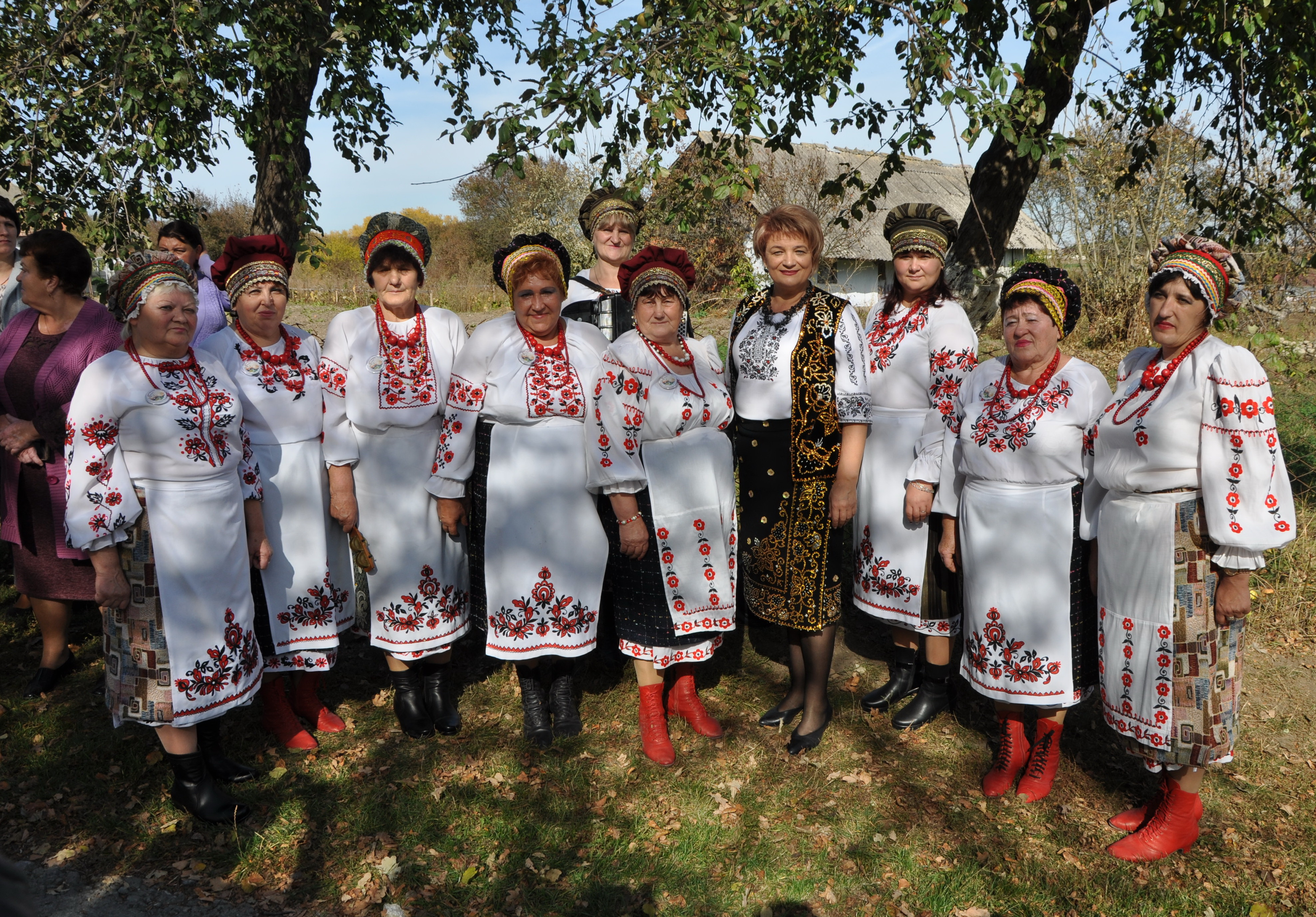
Галина Чайківська на фестивалі «Червона калина» 14.10.2019

Галина Чайківська народилася 20 жовтня 1970 року у селі Ягільниці, нині Нагірянської громади Чортківського району Тернопільської области Українb.
Закінчила Ягільницьку середню школу, Київський державний інститут культури (1996, нині національний університет культури і мистецтв), Тернопільську академію народного господарства (2004, нині національний економічний університет, магістр з державної служби).
Працювала: 
- методистом Чортківського педагогічного училища (1987—2001). Перебуваючи на цій посаді:
  - створила драматичний гурток «Юність» 
    - присвоєно почесне звання «народний» (1996)
    - присвоєно почесне звання Лауреат ІІІ Всеукраїнського фестивалю самодіяльних художніх колективів профспілок (2001)
- головним спеціалістом відділу культури Чортківської районної державної адміністрації (2001—2006). Перебуваючи на цій посаді:
  - ініціювала створення нової моделі культурно-просвітницької роботи на селі
  - створено будинок фольклору у с. Скородинці, літературно-мистецький центр у с. Звиняч, які функціонують і до сьогодні
  - Чортківська центральна бібліотека функціонує як молодіжний центр, в якому відкрито Інтернет-центр, та інформаційний відділ
- очільницею відділу культури та зв'язків з громадськістю Чортківської РДА (2006—2021[2]). Перебуваючи на цій посаді:
  - зміцнилася матеріально-технічна база закладів, зокрема здійснено капітальний ремонт фасаду та глядацької зали районного будинку культури, відкрито кінозал у цьому ж приміщенні
  - відкрито клуб у с. Колиндяни та в бібліотеку-філіал цього ж села підключено інтернет
  - відремонтовано та переведено в кращі будівлі 18 % закладів культури, 41% закладів культури села газифіковано, комп'ютеризовано усі підрозділи районного підпорядкування, придбано підсилюючу апаратуру, сценічні костюми, мультимедійне проектування
  - збільшилась кількість народних аматорських колективів району
  - започатковано обласні фестивалі — дитячий пісенно-хореографічний фестиваль «Дивоцвіт» і мистецький фестиваль української національно-патріотичної пісні «Червона калина»[3]
  - зареєстровано три національних рекорди, занесених до Національної книги рекордів України — масового виконання стрілецького гімну «Ой у лузі червона калина» (2016, с. Шманьківці), найбільшої кількості костюмованих Маланок та Василів на одній локації (2019, с. Стара Ягільниця)[3], найбільшої передачі естафети з покоління в покоління твору Володимира Івасюка «Червона рута» на одній локації (2020, м. Чортків)[4].

Від 2021 — очільниця гуманітарного відділу Чортківської Чортківської РДА[джерело?]. Перебуваючи на цій посаді:
- зареєстровано національні рекорди, занесений до Національної книги рекордів України — найбільша кількість етновишивок на карті України (2021, м. Борщів)[5]; найдовший прапор єдності України (2021, між Тернопільською та Хмельницькою областями)[6].

## Доробок
Співавторка книг «Ой хто, хто миколая любить» (2001), «Фольклорно обереги духовності» (2002) та інших.